# Sidofåran

3d-animation som visar sidofårans utbredning på hjärnan.

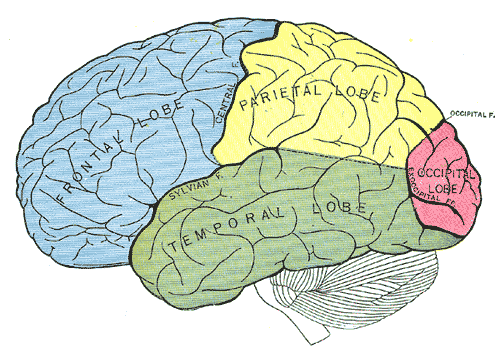
Hjärnans olika lober.

Sidofåran (lat. sulcus lateralis, sulcus Sylvii, fissura Sylvii) är den största av fårorna på hjärnans yta. Den markerar gränserna mellan temporalloben och frontalloben samt parietalloben i hjärnan. Under sidofåran ligger insulan (svenska: "ön"), som ofta räknas som den femte hjärnloben.